# Françoise de Luxembourg
Françoise de Luxembourg-Gavere (? - 1er septembre ou 1er novembre 1557) était comtesse héréditaire de Gavere. Elle était la fille du comte Jacques II de Luxembourg-Fiennes et de Marie de Brugge-Gruuthuse. Après la mort de son frère Jacques III de Luxembourg-Fiennes, sans descendance, elle hérite des biens de la famille Luxembourg-Fiennes (Zottegem, Armentières, Erquinghem-Lys, Gavere...).

## Biographie
En 1532, Françoise acquiert un terrain entre la rue Wolstraat et la rue Grotehert sur la partie la plus haute du Sablon à Bruxelles et y fait construire deux maisons (de style gothique et Renaissance) qui s'appellent le petit et le grand palais d'Egmont. Le 11 octobre 1540, Françoise a reçu une lettre de protection de l'empereur Charles Quint dans laquelle le comté de Gavere a été élevé au rang de principauté. Son palais familial le Hof de Fiennes (nl) était situé sur le Korenlei à Gand.
Françoise de Luxembourg est enterrée dans l'église Notre-Dame de l'Ascension (nl) à Zottegem.
En 1561, son fils Lamoral se fit faire un monument funéraire (In den choor in die schoone tombe van marbre, albastre en touchesteen, met vier figuren, onder twee en bouen twee, staet geschreven ten voet eynde: Chy gist haute et puissante Dame Madame francoyse de Luxembourg [...] Lamoral d'Egmont prince de Gaure comte d'Egmont leur heritier unicq a fait faire ceste memoire a l'honneur et beneuolene de ces predecesseurs an 1561. Daer staet onder int latine Ladmorael Comes d'Egmonda Princeps de Gaure in haeres unicq parentibus pientiss prolates memoriae ergo h.m.f.c.p. aug. Die 4 1561).

## Mariage et descendance
En 1516, elle épousa à Bruxelles, Jean IV d'Egmont. De cette union, trois enfants en sont issus :
- Marguerite (1517 – Bar-le-Duc, 10 mars 1554), mariée à Nicolas de Lorraine (1524 – 1577) et mère de la reine française Louise de Lorraine.
- Charles (? - Carthagène, 7 décembre 1541), troisième comte d'Egmond.
- Lamoral (1522 - 1568), quatrième comte d'Egmond, prince de Gavere.

## Archéologie
En 1980, la tombe de Françoise a été fouillée de nouveau et la tombe a été marquée avec une dalle de pierre.

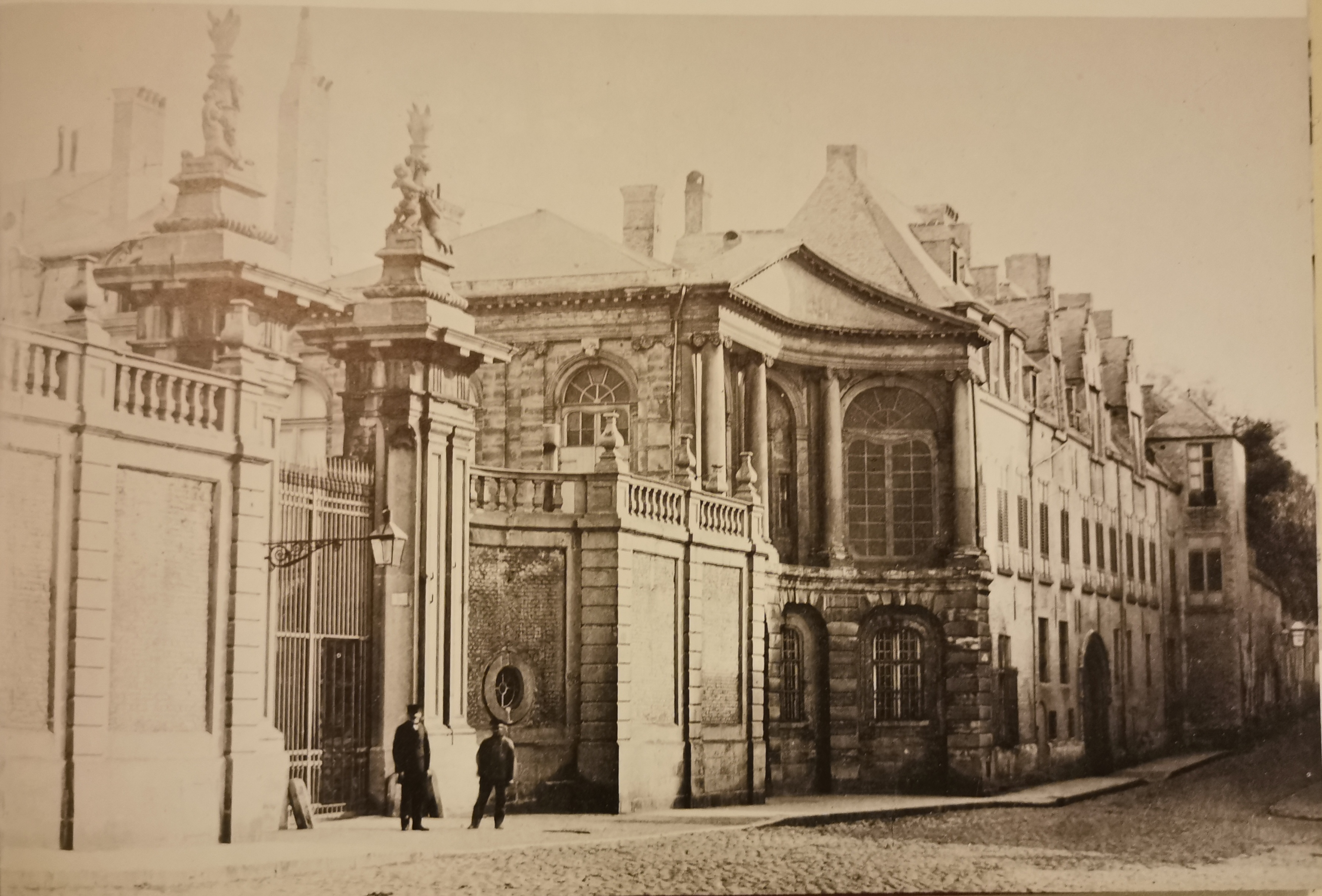
Parties les plus anciennes du Palais d'Egmont construites par Françoise de Luxembourg.
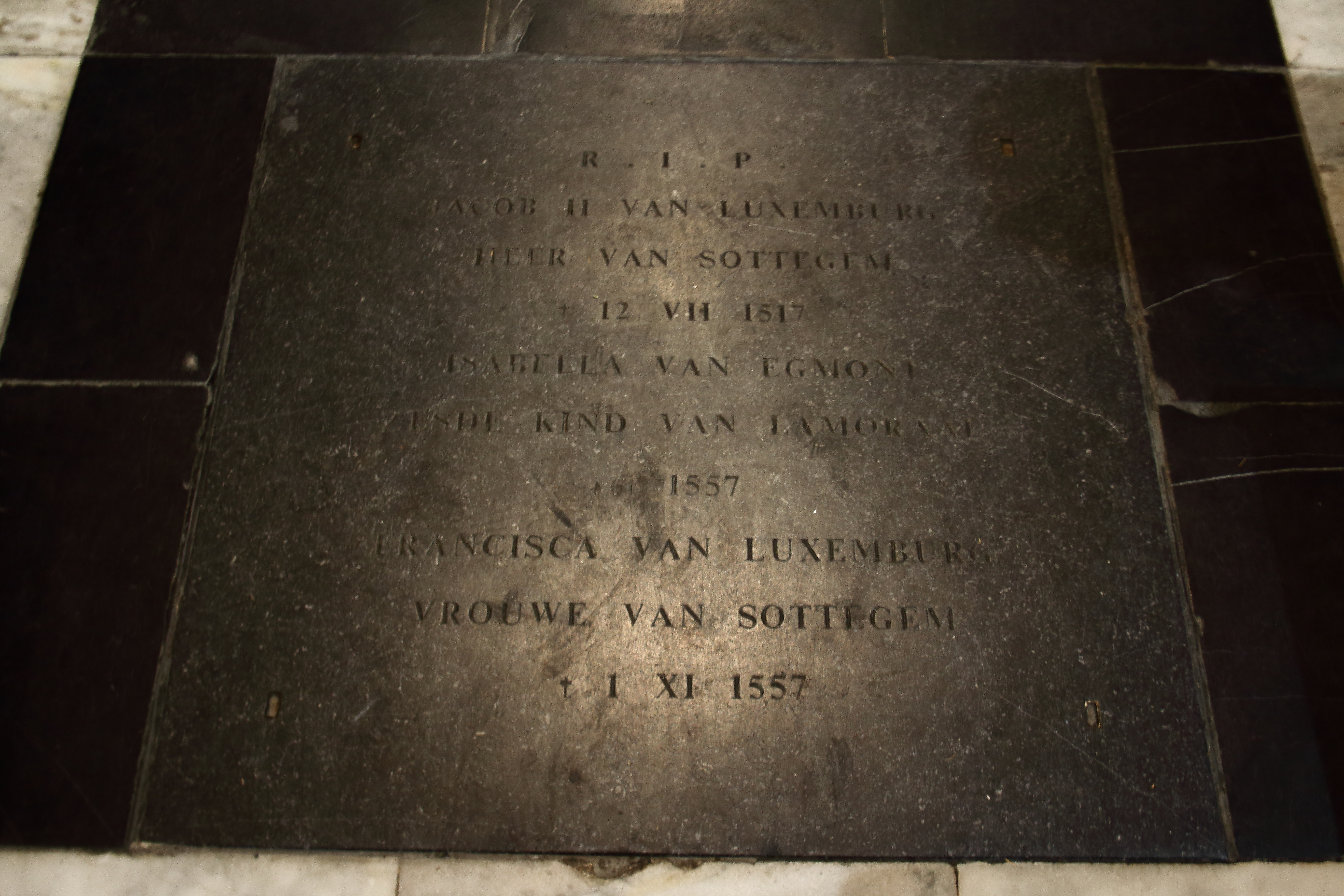
Le tombeau de Françoise de Luxembourg dans l'église Notre-Dame de l'Assomption, Zottegem.
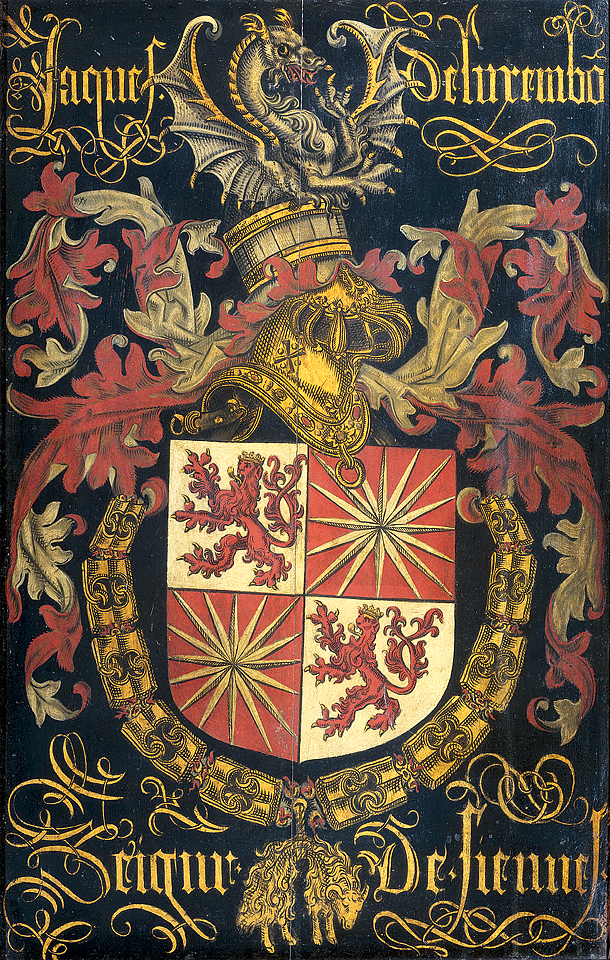
Armoiries de Jacques Ier de Luxembourg-Fiennes, grand-père de Françoise de Luxembourg, en tant que chevalier de la Toison d'or.

## Source
- (nl) Cet article est partiellement ou en totalité issu de l’article de Wikipédia en néerlandais intitulé « Francisca van Luxemburg » (voir la liste des auteurs).